# Geophis incomptus
Espèce
Statut de conservation UICN

 DD  : Données insuffisantes
Geophis incomptus  est une espèce de serpents de la famille des Dipsadidae.

## Répartition
Cette espèce est endémique de la Sierra de Coalcomán dans le Michoacán au Mexique.

## Publication originale
- Duellman, 1959 : Two new snakes, genus Geophis, from Michoacán, Mexico. Occasional Papers of the Museum of Zoology, University of Michigan, n. 605, p. 1-9 (texte intégral).